# Wilhelm Stetter
Wilhelm Stetter (* 1487 in Straßburg; † 1552 ebenda) war ein katholischer Ordenspriester und Maler des ausgehenden Mittelalters und der frühen Renaissance im Elsass.

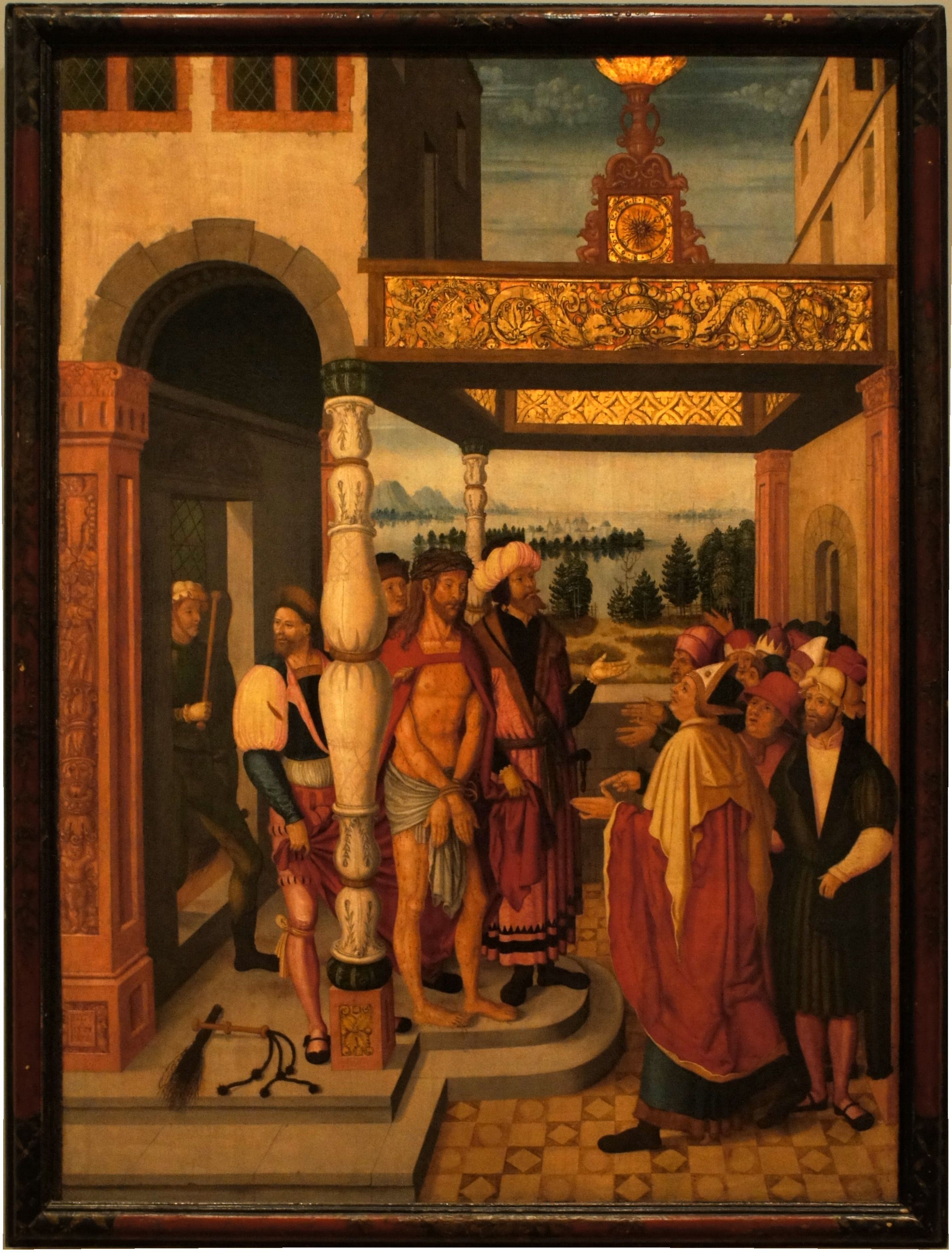
Ecce homo (1521)

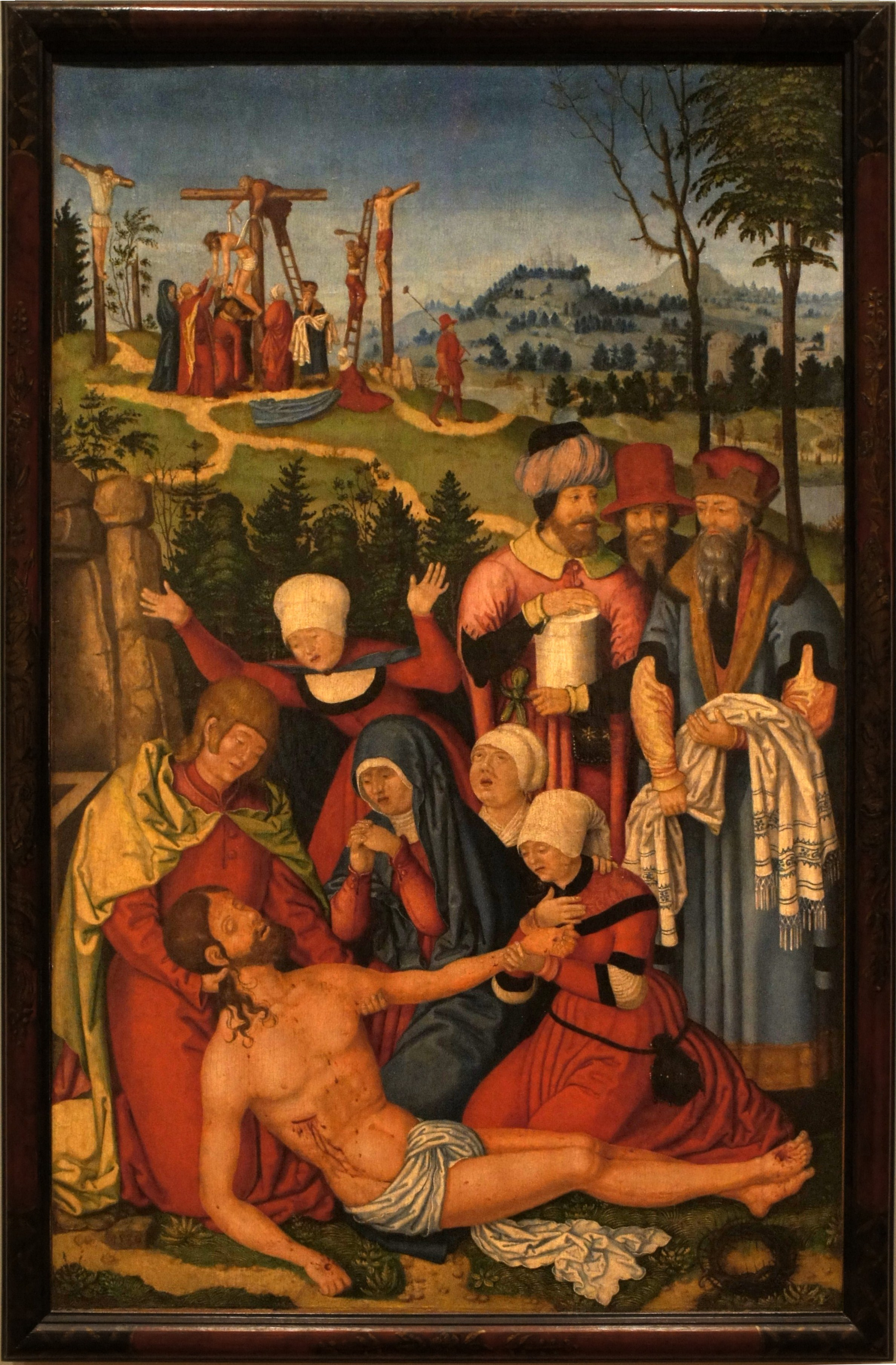
Christus’ Grabniederlegung (1536)

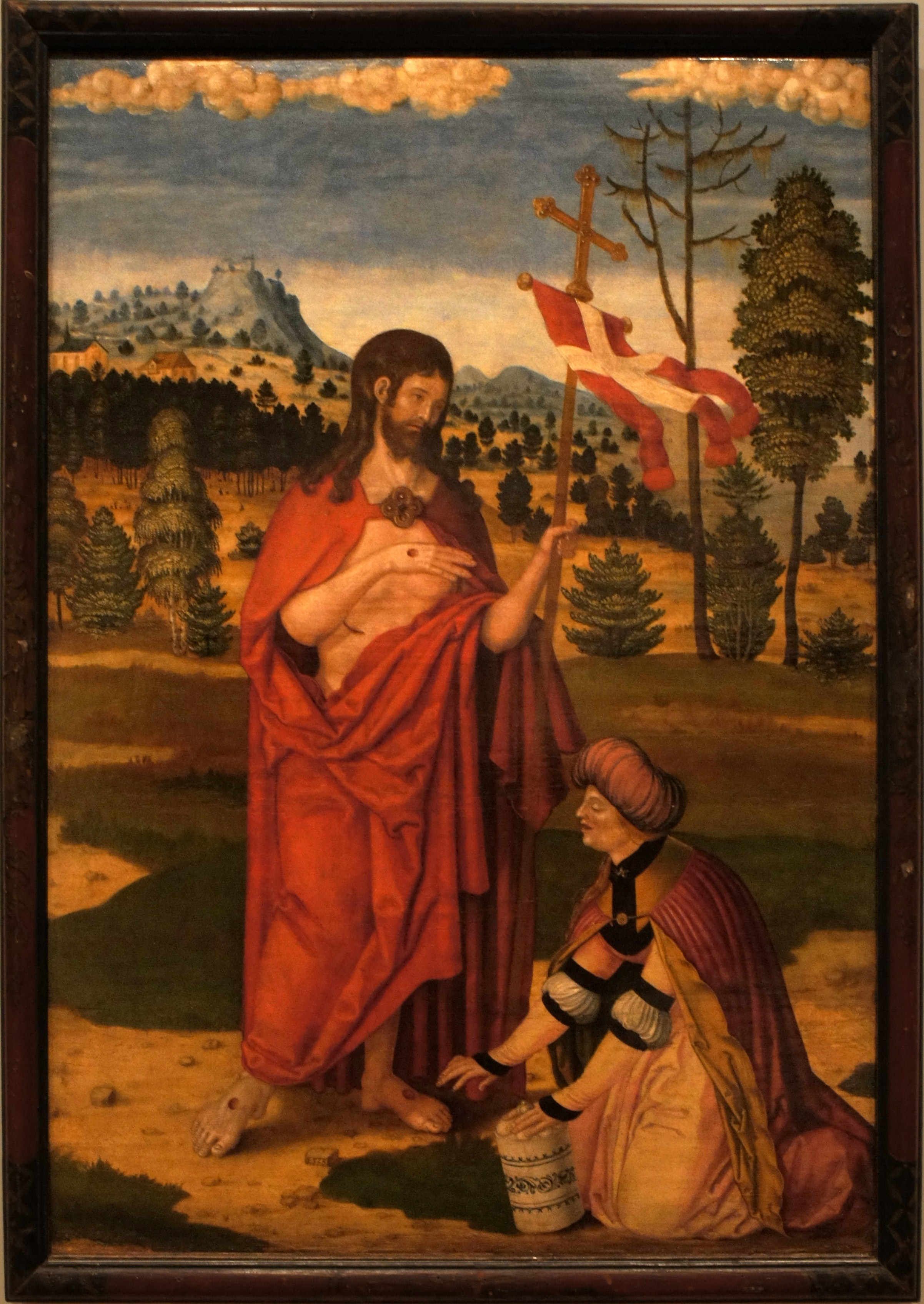
Christus erscheint Maria Magdalena

Ungefähr 25 Gemälde wurden zuerst unter dem Notnamen Meister W. S. mit dem Malteserkreuz zusammengefasst, nach einem Verzeichnis von Werken aus dem Jahr 1741. Nachfolgend konnte der Maler dieser Bilder als Wilhelm Stetter identifiziert werden.
Wilhelm Stetter trat 1509 in den Johanniterorden in Straßburg ein und wurde 1512 in Basel ordiniert. Seine Bilder sind mit W. S. und einem Malteserkreuz signiert. Viele Werke, darunter sein vermutlich erstes von 1513, waren wohl Auftragsarbeiten für den Orden. Neben seiner Tätigkeit als Priester und Ordensmann war er nicht nur Maler, sondern auch seit Ordenseintritt Kustos der zahlreichen Kunstschätze seines Ordens in Straßburg und blieb bis zu seinem Ableben dort im Orden.
Als Maler war Wilhelm Stetter zuerst der spätmittelalterlichen Donauschule verpflichtet, bis sein Stil dann von der Malerei des Hans Baldung Grien beeinflusst wurde. Danach macht sich ein Einfluss der Malerei der Renaissance bemerkbar.